# Lysilinga crassiseta
Lysilinga crassiseta är en tvåvingeart som beskrevs av Webb 2006. Lysilinga crassiseta ingår i släktet Lysilinga och familjen stilettflugor.
Artens utbredningsområde är Costa Rica. Inga underarter finns listade i Catalogue of Life.